# Daniel E. Winfree

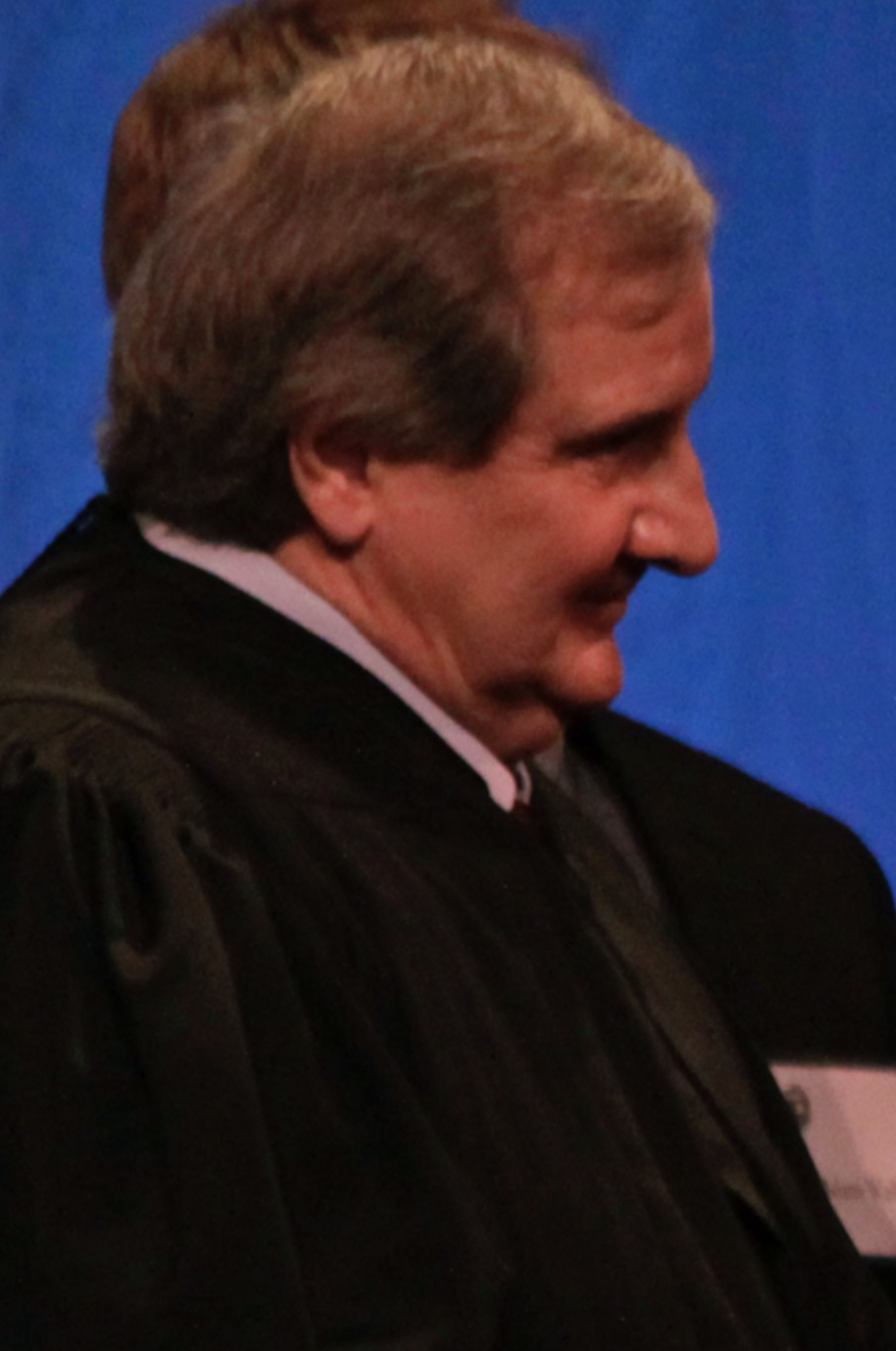
Daniel Winfree (2014)

Daniel Edward Winfree (* in Fairbanks, Alaska) ist ein US-amerikanischer Jurist.

## Leben
Winfree besuchte die Lathrop High School in Fairbanks, Alaska und machte dort 1971 seinen Abschluss. Anschließend studierte er an der University of Oregon und erhielt dort einen Bachelor of Science in Finanzwissenschaft. An der University of California, Berkeley erhielt er 1981 einen Master of Business Administration an der Graduate School of Business, sowie einen Juris Doctor an der Boalt Hall School of Law. Winfree kehrte nun nach Alaska zurück und begann als Rechtsanwalt zu praktizieren, erst von 1982 bis 1985 in Anchorage, dann von 1985 bis 1990 in Valdez und dann ab 1990 in Fairbanks.
Im November 2007 wurde er von Gouverneurin Sarah Palin zum Richter am Alaska Supreme Court ernannt und besetzte damit den vakanten Sitz von Richter Alexander O. Bryner neu.
Winfree ist Mitglied der Alaska Bar Association, der Tanana Valley Bar Association, der Western States Bar Conference und der National Conference of Bar Presidents. Er war von 1994 bis 1995 Präsident der Alaska Bar Association sowie von 1997 bis 1998 Präsident der Western States Bar Conference.
Er ist verheiratet und hat zwei Kinder, eine Tochter und einen Sohn. Im Mai 2007 verlieh ihm die Alaska Bar Association den Distinguished Service Award.